# My Place 〜for my dear〜
『My Plase 〜for my dear〜』（マイ・プレイス フォー・アイ・ディア）は、松澤由美の2作目のミニアルバム。自主制作にて販売された。前作『birth』と同様に、オリジナル曲を始め、童謡のカバーや、以前にライブ会場でのみ発表された楽曲およびCD-R販売された過去曲の再録音曲を含む全7曲が収録されている。
2015年6月20日、KING SUPER LIVE2015開催にあわせキングレコードより、ジャケット・ブックレットをリニューアルし再発。

## 収録曲
1. Air Plane
作詞：松澤由美、作曲：松澤由美、djpd、編曲：djpd
2. きらきらぼし
3. Going Home
作詞:松澤由美 作曲：松澤由美、djpd、編曲：djpd
4. 私とあなたと空色
作詞:松澤由美 作曲：松澤由美、djpd、編曲：djpd
5. Happy Birth Day
6. 終わりのない楽園
作詞:松澤由美 作曲：松澤由美、djpd、編曲：djpd
7. My Place 〜for my dear〜
作詞:松澤由美 作曲：松澤由美、djpd、編曲：djpd
  - 本作のタイトル曲。それまでの10年を振り返る「家族」に焦点をあてた楽曲をつくりあげている。[要出典]